# TOM’s
TOM’s Co., Ltd (jap. 株式会社トムス Kabushiki-gaisha Tomusu;  – japońska firma i konstruktor obsługujący zespół startujący w wyścigach samochodowych). Została założona w 20 lutego 1974 roku przez Nobuhide Tachi oraz Kiyoshi Oiwa Siedziba firmy i zespołu znajduje się w Tokio. Przedsiębiorstwo współpracuje z Toyotą i Lexusem przy powstawaniu samochodów sportowych.
Obecnie ekipa startuje w Japońskiej Formule 3, Japanese Championship Super Formula, Japanese Super GT Series oraz Grand Prix Makau Formuły 3. W przeszłości zespół pojawiał się jednak również w stawce Formuły Nippon, All-Japan GT Championship, Korea Super Prix Formuły 3, All Japan Touring Car Championship, 24-godzinnego wyścigu Le Mans, Formuły 3000, World Sporst Car Championship, World Sports Prototypecar Championship, All Japan Long Distanse oraz World Endurance Championship.

## Samochody
- F070M Celsior (Lexus LS 400/430)
- F070 Celsior (Lexus LS 400/430)
- Z382 Soarer (Lexus SC)
- S741 Majesta (0-60, 4.6)
- S630 Aristo (Lexus GS300, GS400)
- S740 Athlete
- S970 Athlete
- S972 Estate
- X540 Chaser
- E910 Altezza (Lexus IS300)
- Toyota Altezza (Lexus IS200)
- Land Cruiser
- V10 Mark-X 0-60, 3.8
- RX330/Harrier
- Prius
- H125 Alphard
- Isis
- W123 (MR-S)
- T020 (MR-2) 0-60, 4.9
- T111 (Corolla AE111 Trueno)
- T101
- T091
- T082
- P050 Vits 0-60, 5.8
- EP82 Starlet GT Turbo 0-60, 4.0